# Inmunoglobulina Rho (D)
La inmunoglobulina Rho (D) es un medicamento que se usa para prevenir la isoinmunización RhD en madres RhD negativas y para tratar la púrpura trombocitopénica idiopática  en personas Rh positivas. A menudo se administra durante y después del embarazo, también se puede usar cuando las personas RhD negativas reciben sangre RhD positiva. Se administra mediante inyección en el músculo o en la vena. El efecto de una sola dosis dura 12 semanas.
Los efectos secundarios comunes incluyen fiebre, dolor de cabeza, dolor en el lugar de la inyección y descomposición de los glóbulos rojos. Otros efectos secundarios son reacciones alérgicas, problemas renales y un riesgo muy pequeño de infecciones víricas. En aquellos con ITP, la cantidad de descomposición de glóbulos rojos puede ser significativa. En las personas con PTI, la descomposición de los glóbulos rojos puede ser significativa. La inmunoglobulina Rho(D) se compone de anticuerpos contra el antígeno Rho(D) presente en algunos glóbulos rojos. Se cree que funciona impidiendo que el sistema inmunitario de una persona reconozca este antígeno.
La inmunoglobulina Rho (D) entró en uso médico en la década de 1960. Está en la Lista de Medicamentos Esenciales de la Organización Mundial de la Salud. En el Reino Unido, un vial de 500 unidades (100 mcg) le cuesta al NHS alrededor de 40 libras esterlinas. En los Estados Unidos, un ciclo de tratamiento cuesta más de 200 dólares. Está hecho de plasma sanguíneo humano.